# Idioma alagüilac
El alagüilac es una lengua indígena extinta que fue hablada en San Cristóbal Acasaguastlán, Guatemala.

## Clasificación
D. G. Brinton (1892) consideró que el alagüilac era un idioma del idioma náhuat, aunque L. Campbell considera que dicha identificación es errónea. Esto podría deberse a una confusión a partir de las fuentes existentes: En 1576 Palacio informó sobre la lengua de Acavastlan en Guatemala, que él llamó tlacacebatleca. Juarros menciona que en San Cristóbal de Acasaguastlán se hablaba "alagüilac", mientras que en San Agustín Acasaguastlán se hablaba "mejicano", hecho que abría el debate sobre si el alagüilac era de hecho una lengua relacionada con el náhuat. Puesto que el propio Briton halló cuatro páginas manuscritas escritas entre 1610 y 1637 escritas en una dialecto nahua en los archivos de San Cristóbal Acasaguastlán y además Bromowicz recopiló en 1878 una lista de palabras en San Agustín Acasaguastlán, Brinton concluyó que el agüilac no era otra cosa que una forma de náhuatl. Sin embargo, la evidencia arqueológica no parece apoyar la interpretación de Brinton del indocumentado alagüilac como una forma de náhuat. Otros autores han sugerido que Acaguastlán podría haber sido una región bilingüe donde estuviera presente tanto el náhuat como alguna lenga maya del grupo poqom.
Sin embargo, L. Campbell argumenta que la presencia del náhuat o del  náhuatl en el Valle del río Montagua, podría deberse a movimientos forzados de población tras la Conquista. Así por ejemplo Salama, una localidad cercana a Acaguastlán, fue una ciudad nahua que fue poblada con esclavos traídos por Pedro de Alvarado. Y aporta argumentos por los cuales el alagüilac podría ser una lengua relacionada con las lenguas xinca.
Esta propuesta se basa en el hecho de que muchas localidades cercanas a Acasaguastlán tienen nombres xincas, entre ellas: Sanarate, Sansare, Sansur o Ayampuc. En xinca ṣan- es un locativo, así en xinca Santa María Ixhuatán se llama ṣan-piya 'lugar de jarras (piya)' y Pasaco es ṣan-paṣaʔ. San Pedro Ayampuc proviene del xinca yampuki 'serpiente'. Además Campbell argumenta que los cakchiqules y pocomames, se expandieron al centro de Guatemala desde el norte al área de Acaguastlán encontrándose con algún pueblo pre-maya, que Campbell asume relacionado con los xincas. Esta propuesta está corroborada por el gran número de palabras xinca presentes en estas lenguas.

### Historia
La filiación filogenética del alagülac es potencialmente importante para reconstruir la prehistoria lingüística de Guatemala y para el conocimiento etnográfico antiguo de Mesoamérica.